# Colette Teissèdre
Pour les articles homonymes, voir Teissèdre.
Colette Teissèdre est une actrice française.

## Biographie
Colette Teissèdre est une ancienne élève de l'École nationale supérieure des arts et techniques du théâtre.

## Théâtre
- 1960 : Le Comportement des époux Bredburry de François Billetdoux, mise en scène de l'auteur, théâtre des Mathurins
- 1962 : Phèdre de Racine, mise en scène Raymond Gérôme, Théâtre du Gymnase : Aricie
- 1965 : La Dame de chez Maxim de Georges Feydeau, mise en scène Jacques Charon, théâtre du Palais-Royal : Mme Vidauban
- 1969 : Le Contrat de Francis Veber, mise en scène Pierre Mondy, théâtre du Gymnase : Louise
- 1977 : Apprends-moi Céline de Maria Pacôme, mise en scène Gérard Vergez, théâtre des Nouveautés : Natacha

## Filmographie

### Cinéma
- 1959 : Les Cousins de Claude Chabrol
- 1962 : Le Bateau d'Émile de Denys de La Patellière
- 1964 : Laissez tirer les tireurs de Guy Lefranc
- 1964 : Banco à Bangkok pour OSS 117 d'André Hunebelle
- 1965 : Un mari à prix fixe de Claude de Givray
- 1965 : La Dame de pique de Léonard Keigel
- 1965 : La Bourse et la Vie de Jean-Pierre Mocky
- 1968 : Le Démoniaque de René Gainville
- 1974 : Voyage en Grande Tartarie de Jean-Charles Tacchella
- 1975 : Les Noces de porcelaine de Roger Coggio
- 1976 : La situation est grave... mais pas désespérée de Jacques Besnard
- 1977 : L'Aigle et la Colombe de Claude Bernard-Aubert
- 1979 : Tous vedettes de Michel Lang
- 1982 : Josepha de Christopher Frank
- 1985 : À nous les garçons de Michel Lang
- 1987 : Club de rencontres de Michel Lang

### Télévision
- 1960 : Andromaque de Roger Iglesis
- 1961 : Le Temps des copains de Robert Guez
- 1963 : Janique Aimée de Jean-Pierre Desagnat
- 1965 : Commandant X - épisode : Le Dossier Edelweiss de Jean-Paul Carrère
- 1971 : L'Éxécution du Duc de Guise de Pierre Bureau
- 1972 : Le Rendez-vous des Landes de Pierre Gautherin
- 1977 : Dossier danger immédiat (Épisode "L'affaire Martine Desclos") de Claude Barma
- 1993 : Feu Adrien Muset de Jacques Besnard
- 1994 : Adieu les roses de Philippe Venault